# فينسنت فايس
فينسنت فايس (بالألمانية: Wincent Weiss)‏ هو مغني بوب ألماني، وُلد في الحادي والعشرين من شهر يناير (كانون الثاني) لعام 1993  في أويتين في ألمانيا.

## حياته المهنية
شارك فايس في الموسم العاشر من برنامج ألمانيا تبحث عن نجم (DSDS) -الذي ضمن سلسة آيدول التلفزيونية- وكان ضمن التسعة والعشرين مشتركًا المتأهلين ولكنه في النهاية خرج. اشتهر بعد ذلك بعدما نشر على اليوتيوب نسخة جديدة لأغنية Unter meiner Haut (تحت جلدي) للمغنية اليف مستخدمًا ألة الكمان فيها. بعد حوالي سنتين قدم الدي جي جيشتورت أبر جيأيل ريمكس لأغنيته الذي احتل في شهر يوليه (تموز) عام 2015 المركز السادس في ترتيب قائمة الأغاني الألمانية، كما أنها استطاعت خلال عام أن تحتل مركزًا في ترتيب التسجيلات و قد حصلت الأغنية على جائزة الأسطوانة الفضية.
اصدر فايس أغنيته Regenbogen (قوس القزح) في الحادي عشر من شهر سبتمبر (أيلول) عام 2015، وفي الحادي عشر من شهر أبريل (نسيان) عام 2016 أصدر أغنيته Musik sein (لتكن موسيقى) والتي حصدت جائزة الأسطوانة الذهبية فيما بعد. في عام 2017 حصل فايس على مركزًا في قائمة ترتيب الأغاني الألمانية بأغنية Feuerwerk (ألعاب نارية). في الرابع عشر من أبريل (نسيان) عام 2017 أصدر ألبومه الأول Irgendwas gegen die Stille (أي شيء ضد الصمت) الذي وصل إلى المركز الثالث في قائمة تصنيف الألبومات الألمانية. في شهر مايو (آيار) عام 2017 شارك فايس في مسابقة الأغنية الأوروبية لعام 2017 في كييف. و في الحادي عشر من أغسطس (آب) صدرت الأغنية الفردية الثالثة Frische Luft (هواء منعش) من ألبومه الأول، وصدرت النسخة الصوتية من ألبومه الأول في السابع والعشرين من شهر أغسطس (آب) عام 2017، ثم أصدر النسخة الأفضل من الألبوم ولكن دون أغنيتي 365 Tage (365 يوم) و Weck mich nicht auf (لا تيقظني) الاتي قام بغنائهما في حفل مباشر.
بدأ فايس في شهر نوفمبر (تشرين الثانٍ) جولته الغنائية في 24 مدينة ألمانية، وفي الشهر ذاته فاز بجائزة ام تي في للموسيقى الأوروبية لعام 2017 كأفضل فنان ألماني. رُشح في أبريل (نسيان) عام 2018 إلى جائزة إيكو لفئة فنان البوب الوطني وفئة الفنان الجديد الوطني وقد فاز بالأخيرة، و في الشهر ذاته أصدر أغنية An Wunder (في المعجزات) التي صعدت إلى المركز الثامن عشر في ترتيب قائمة الأغاني الألمانية.

## الأعمال

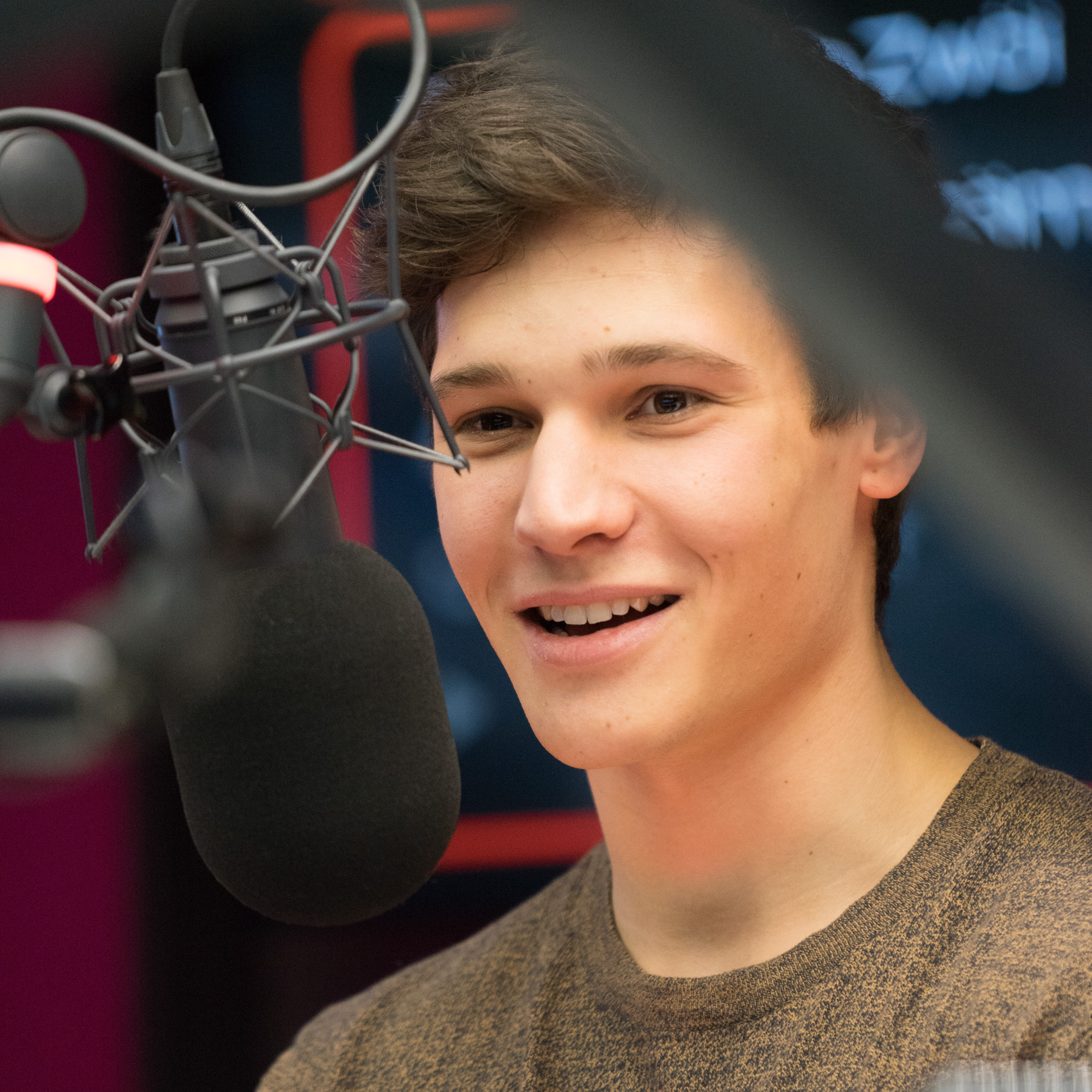
فينسنت فايس في استوديو راديو بلاتوس

### الألبومات
| اسم الألبوم                                  | التفاصيل                                                                                   | المراكز التي احتلها                                                    | ملاحظات                                   |
| -------------------------------------------- | ------------------------------------------------------------------------------------------ | ---------------------------------------------------------------------- | ----------------------------------------- |
| Irgendwas gegen die Stille (أي شيء ضد الصمت) | - صُدر: 14 أبريل/نسيان 2017 - شركة التسجيل والانتاج: فيرتيجو برلين - الصيغة: سي دي والتنزيل | - الترتيب في ألمانيا: 3 - الترتيب في النمسا: 14 - الترتيب في سويسرا: 4 | حصد الجائزة الذهبية لاتحاد صناعة الموسيقى |
| Irgendwie anders (أي شيء آخر بطريقة ما)      | - صُدر: 19 مارس/آذار2019 - شركة التسجيل والانتاج: فيرتيجو برلين - الصيغة: سي دي والتنزيل    | - الترتيب في ألمانيا: 2 - الترتيب في النمسا: 8 - الترتيب في سويسرا: 2  | -                                         |

### الأغانٍ الفردية
| الأغنية                  | سنة الإصدار |
| ------------------------ | ----------- |
| Regenbogen (قوس القزح)   | 2015        |
| Musik sein (لتكن موسيقى) | 2016        |
| Feuerwerk (ألعاب نارية)  | 2017        |
| Frische Luft (هواء منعش) | 2017        |
| An Wunder (في المعجزات)  | 2018        |
| Hier mit dir (هنا معكَ)   | 2018        |
| Pläne (خطط)              | 2019        |

## وصلات خارجية
- فينسنت فايس على موقع IMDb (الإنجليزية)
- فينسنت فايس على موقع ميوزك برينز (الإنجليزية)
- فينسنت فايس على موقع أول ميوزيك (الإنجليزية)
- فينسنت فايس على موقع ديسكوغز (الإنجليزية)
- فينسنت فايس على موقع قاعدة بيانات الفيلم (الإنجليزية)

- الموقع الرسمي لفينسنت فايس
- السيرة الذاتية لفينسنت فايس  على موقع مجموعة يونيفرسال الموسيقية
- صفحة فينسنت فايس  على موقع .discogs.com